# Rune Dahmke
Rune Dahmke (10 aprile 1993) è un pallamanista tedesco e della Nazionale tedesca.